# Nadejda Alliluyeva
Nadejda Sergeyevna Alliluyeva, em russo:  Надежда Сергеевна Аллилуева, (Tíflis, 22 de setembro de 1901 — Moscou, 9 de novembro de 1932), foi a segunda esposa do soviético Josef Stalin.
Filha mais nova do revolucionário Sergei Alliluyev e da sua mulher Olga, Nadejda possuía ascendência alemã e georgiana. Ela conheceu Stalin ainda menina, quando o seu pai o acolheu e lhe ofereceu abrigo após sua fuga da prisão, em 1911. Após a Revolução, Nadejda trabalhou com Lênin, de quem se tornou confidente.
Nadejda e Stalin casaram-se em 1919, quando ele tinha 41 anos de idade e já era viúvo da primeira esposa, Ekaterina Svanidze - que havia morrido de tifo no ano anterior e com quem tivera um filho, Yakov Djugashvili.
O casal teve dois filhos: Vasili Djugashvili, nascido em 1921, que foi piloto de guerra em Stalingrado, e Svetlana, nascida em 1926. Svetlana Alliluyeva escreveria em sua autobiografia - publicada anos mais tarde, nos Estados Unidos - que a morte de sua mãe havia extinguido a última centelha de bondade humana em seu pai.
Ainda hoje Nadejda é amada por parte significativa do povo russo. Frequentemente há flores colocadas em seu túmulo - que também foi vandalizado algumas vezes.

## Morte
Em 9 de novembro de 1932, após discutir com Stalin em um jantar festivo e se posicionar contra políticas de coletivização do governo, Nadejda se matou em seu quarto com um tiro. O anúncio oficial foi de que Nadejda morreu de apendicite.